# Antonia La Negra
Antonia Rodríguez Moreno (Orán, Argelia francesa; 20 de febrero de 1936-Sevilla, 7 de marzo de 2018), más conocida como Antonia la Negra, fue una cantaora y bailaora gitana española. Esposa del bailaor Juan Montoya, madre de la cantaora Lole Montoya, del dueto Lole y Manuel, y abuela de la cantante Alba Molina.

## Biografía
Hija de madre jerezana y padre trianero, emigran a la Argelia francesa muy jóvenes, donde tendrán a la pequeña Antonia que beberá del arte flamenco desde sus primeros días, tomando de la primera el baile y del patriarca el cante. Más tarde la familia se trasladará a Tánger, protectorado español de Marruecos, donde la Negra pasará su infancia antes de establecerse en Triana, y aprenderá a hablar árabe y francés de manera fluida.
En su juventud, con diez o doce años aproximadamente, la familia se traslada a Sevilla de modo definitivo. Allí Antonia conocerá y se enamorará de uno de sus primos, el bailaor Juan Montoya, con el que se casará a la edad de dieciséis años. Un tiempo más tarde, la Negra formará con sus cuñados y su sobrina Carmelilla el grupo La Familia Montoya, que consigue abrirse hueco en el mundo del flamenco por los años setenta. La formación consigue un gran éxito al presentar la cara más íntima y espontánea del flamenco. Su arte queda plasmado en Triana (1976), En familia (1978), Macama jonda (1983), El ángel (1993) y Un gitano de ley (1997). Además, participa en dos de las cumbres audiovisuales del flamenco: El ángel y Rito y geografía del cante. La Negra ha sido una de las principales figuras del cante jondo, sobresaliendo su talento en palos como los tangos y la bulería.